# Stanisławów (gmina 1870–1954)
Stanisławów (do 1870 i 1915–1919 miasto Stanisławów) – dawna gmina wiejska istniejąca w latach 1870–1939 w Warszawskiem. Siedzibą władz gminy była osada miejska Stanisławów.
Gmina Stanisławów powstała za Królestwa Polskiego – 31 maja 1870 w powiecie mińskim w guberni warszawskiej w związku z utratą praw miejskich przez miasto Stanisławów i przekształceniu jego w wiejską gminę Stanisławów w granicach dotychczasowego miasta.
W 1915 roku niemieckie władze okupacyjne wprowadziły administrację cywilną i przekształciły gminę Stanisławów w miasto, liczące w 1916 roku 2650 mieszkańców;. Władze polskie nie uznały jednak Stanisławowa za miasto w 1919 roku, przez co gmina stała się ponownie jednostką formalnie wiejską.
W okresie międzywojennym gmina Stanisławów wchodziła w skład powiatu mińskiego w woj. warszawskim. Składała się nadal z samego Stanisławowa i liczyła 2078 mieszkańców.
1 kwietnia 1939 gmina Stanisławów zmieniła charakter z gminy jednoosadowej na gminę wieloosadową po przyłączeniu do niej z powiatu mińskiego:
- większej części zniesionej gminy Ładzyń:
  - położone na południe od Stanisławowa gromady: Borek, Czarna, Lubomin, Ładzyń, Ładzyń Nowy, Mały Stanisławów, Porąb, Sokóle, Szymankowszczyzna, Wólka Wybraniecka, Wólka Konstancja, Wólka Czarnińska i Zalesie,
  - położoną na północ od Stanisławowa eksklawę gminy Ładzyń, obejmującą gromady Rządza i Wólka Piecząca;
- zachodni "ogon" gminy Rudzienko, obejmujący gromadę Ołdakowizna oraz folwark Poręby Leśne z gromady Poręby Nowe[8].

Po tym zabiegu, gmina Stanisławów nie tylko stała się czterokrotnie większa, lecz otrzymała bardziej wymierny kształt przez zlikwidowanie eksklaw, ogonów i krętych granic (w tym ogon gminy Ładzyń z Prądzewem-Kopaczewem, wrzynający się w głąb gminy Stanisławów).
Po II wojnie światowej jednostka zachowała przynależność administracyjną. Z gromady Stanisławów wydorębniono dwie nowe – Legacz i Stanisławów-Kolonie, a z gromady Lubomin – nową gromadę Suchowizna. Ponadto 1 lipca 1952 gminę Stanisławów zwiększono o gromady Papiernia i Retków z gminy Międzyleś w powiecie radzymińskim.
I tak, według stanu z dnia 1 lipca 1952 gmina składała się z 19 gromad: Borek, Czarna, Lubomin, Ładzyń, Ładzyń Nowy, Mały Stanisławów, Ołdakowizna, Papiernia, Porąb, Retków, Rządza, Sokóle, Stanisławów, Szymankowszczyzna, Wólka Czarnińska, Wólka-Konstancja, Wólka Piecząca, Wólka Wybraniecka i Zalesie.
Jednostka została zniesiona 29 września 1954 roku wraz z reformą wprowadzającą gromady w miejsce gmin. Powstała wówczas gromada Stanisławów. Powstały wówczas gromady: Stanisławów, Ładzyń, Rządza i Pustelnik.
1 stycznia 1973 roku powstała obecna gmina Stanisławów obejmująca w przybliżeniu obszar dawnej gminy Stanisławów po zwiększeniu w latach 1939 i 1952.